# James Dashner
James Smith Dashner (ur. 26 listopada 1972 w Austell) – amerykański pisarz, autor serii z gatunku fantastyki Więzień labiryntu, której pierwszy tom ukazał się w roku 2009.

## Życiorys
James Smith Dashner urodził się w Austell w stanie Georgia 26 listopada 1972. Ma pięcioro rodzeństwa. Ukończył Duluth High School w Duluth, a następnie Uniwersytet Brighama Younga w Provo w Utah. Pisarz wraz z żoną Lynette Anderson mieszkają w South Jordan w stanie Utah. Małżeństwo ma czwórkę dzieci.

## Wybrana twórczość
Autor był nagradzany za powieści dla młodzieży. W Polsce ukazały się:
- Więzień labiryntu (oryg. The maze runner, 2009), w przekładzie Łukasza Dunajskiego w 2011
- Próby ognia (oryg. The scorch trials, 2010), w przekładzie Agnieszki Hałas w 2014
- Lek na śmierć (oryg. The death cure, 2011), w przekładzie Agnieszki Hałas w 2014
- Rozkaz zagłady (oryg. The kill order, 2012), w przekładzie Agnieszki Hałas w 2015
- W sieci umysłów (oryg. The eye of minds, 2013), w przekładzie Anny Dobrzańskiej i Rafała Lisowskiego w 2015
- Kod gorączki (oryg. The Fever code, 2016), w przekładzie Agnieszki Hałas w 2016
- Reguła myśli (oryg. Rule of thoughts, 2014), w przekładzie Anny Dobrzańskiej w 2016
- Gra o życie (oryg. The game of lives, 2015), w przekładzie Roberta Walisia w 2017
- Dziennik osobliwych listów (oryg. The journal of curious letters, 2008), w przekładzie Marii Jaszczurowskiej w 2017

## Adaptacje filmowe
- Więzień labiryntu, 2014[6]
- Więzień labiryntu: Próby ognia, 2015[7]
- Więzień labiryntu: Lek na śmierć, 2018[8]